# Мурат Исаку
Мурат Исаку (на албански: Murat Isaku; на македонска литературна норма: Мурат Исаку) е поет, разказвач, романист и драматург от Република Македония.

## Биография
Роден е в 1928 година в тетовското село Гайре, тогава в Кралство Югославия. По проиход е албанец. Завършва Философския факултет на Скопския университет. Работи като редактор в Македонското радио. Член е на Дружеството на писателите на Македония от 1966 година и е бил негов секретар. Член е и на Македонския ПЕН център. Умира в Тетово в 2005 година.